# Edwy
Edwy ili Eadwig, engleski kralj, rođen oko 941., a umro 1. listopada 959. godine. Nosio je nadimak Pravedni (eng. All-Fair i the Fair).
Bio je najstariji sin Edmunda I. Veličanstvenog i Elgive Shaftesburyjske (kasnije proglašene svetom), a krunu je naslijedio od svog strica Edreda 955. godine. Izabralo ga je plemstvo.
Njegovu kratku vladavinu obilježili su sukobi s vlastitom obitelji, s thegnovima, a osobito s Crkvom kojoj su u ono vrijeme čelni ljudi bili Dunstan (kasnije proglašen za sveca) i nadbiskup Odo Canterburyjski (koji je nosio pridjeve Dobri i Strogi). Naime, Mercija i Northumbrija su uz potporu Crkve i Edwyjevog brata Edgara, a porazivši Edwyja u bitci kod Gloucestera uspjele godine 957. izboriti sporazum prema kojem je Edwy ostao vladar u južnom dijelu Engleske na području Wessexa i Kenta, a njegovom bratu Edgar je pripalo pravo vladati u sjevernom dijelu. Kako je Edwy ubrzo godine 959. umro, naslijedio ga je brat Edgaru koji je Englesku ponovno ujedinio.
Edwy je bio jedan od engleskih kraljeva koji se krunio na krunidbenom kamenu iz Kingstona.
| Prethodnik: | Kralj Engleske | Nasljednik:          |
| Edred       | Kralj Engleske | Edgar I. Miroljubivi |